# Basso Ragni
Basso Ragni (Termoli, 16 febbraio 1921 – Livorno, 7 febbraio 1979) è stato un pittore italiano.

## Biografia
Pittore di estrazione figurativa post macchiaiola, la sua pittura è caratterizzata da potenti pennellate e da una vivacità ed aggressività trascinanti. Nella propria evoluzione artistica, partito da quadri e bozzetti di raffigurazioni ambientali come campagne, marine, vicoli, paesaggi e nature morte in cui prediligeva colorazioni pacate e quasi monocromatiche, si sviluppa nel prosieguo con colorazioni vivaci e corpose. La sua arte è semplice, lineare, ricca di colore, intensa ma non traboccante, i suoi paesaggi sono ricchi di luci ed ombre realizzati con pennellate vigorose.
Sia nelle piccole tavolette che nelle grandi tele privilegia il formato rettangolare con scene di umili persone quali accattoni, barrocciai,
gruppi di gitani nella notte, zingari al bivacco, argomenti costruiti su temi di fatica e di miseria nel rigore di un tempo-spazio.
La sua pittura sintetizza, con larghi tratti nel segno e con colorazioni forti l'ambientazione, il silenzio e la compostezza dei suoi personaggi.
Come ricorda il Prof. Moretti “..La vita è una testa rustica..Conviene, dunque, chiedersi quale sia questa eredità che egli ci ha trasmesso attraverso i suoi quadri, dalle celebri scene di accattoni agli indimenticabili angoli della vecchia Livorno, dagli smaglianti colori dei suoi fiori alla forza rustica e mansueta dei suoi cavalli, e volendola sintetizzare la potremo definire come un invito ad amare la vita e la natura per ciò che di affascinante e profondo vi è in esse...lo sforzo costante di capire, attraverso la luminosità e il colore vibrante, l'essenza stessa del soggetto, rendendolo vivo e palpitante all'occhio che si posa sul quadro. Ed è forse proprio questa intimità col semplice e grandioso segreto della vita che Ragni ha stabilito istintivamente nelle sue opere, quella magica atmosfera che emana da ciascuna di esse e che ancor oggi sconvolge ed attrae..”
Nato a Termoli (Campobasso) fin da giovane ha seguito percorsi artistici frequentando una scuola di disegno diretta dal Prof. Orlandi. Alla maggiore età si arruola in marina e durante la guerra, seppure causa di tragedie, angosce e dolori, rimane affascinato da terre e colori lontani dai suoi orizzonti. Addirittura, durante un internamento in Spagna, partecipa ad una estemporanea collettiva in Barcellona e si merita il 2º premio.
In seguito, mentre in Italia si festeggia la fine della guerra, la sua nave, il cacciatorpediniere “Carabiniere”, salpa per le Indie e anche in quell'occasione, e più precisamente nell'isola di Ceylon oggi Sri Lanka, ricava impressioni profonde dalla semplice vita della popolazione e dai colori della natura.
Alla fine della guerra, dopo essersi congedato, si stabilisce a Livorno dove durante il conflitto si era trovato per una lunga permanenza dovuta alla riparazione della nave gravemente danneggiata per episodi di guerra. In questa città conosce una ragazza che diventerà la sua compagna inseparabile per la vita.
Hanno scritto contributi critici su Basso Ragni:
critico d'arte Vittorio D'Aste, Prof. Luca Badaloni, Prof. e critico d'arte Lucio Bernardi, Luciano Bonetti, critico d'arte Piero Caprile, Prof. Italo Moretti studioso di stili architettonici, Prof. Romano Moretti, Prof. Giulio Zingoni ed inoltre giornalisti vari come C. Femia, M. Landi ecc.
Presente in varie riviste di arte e cultura, Bolaffi Arte, Comanducci, Archivio Storico degli Artisti.

## Principali mostre
Galleria d'Arte LECCA, Febb.1958- Marzo 1959- Nov. 1964, Livorno
Galleria d'Arte CANCELLI, Dic. 1964- Nov. 1965, Firenze
Ladispoli (Roma), luglio 1967,
Galleria d'Arte STEFANINI, gennaio 1968, Livorno
Galleria d'Arte CANCELLI, marzo 1968, Firenze
Galleria d'Arte IL RICCIO, Nov. 1971, Venezia
Galleria d'Arte CHIEREGATO, Febb. 1971, Milano
Galleria d'Arte CASABELLA, agosto 1972, S.Margherita Ligure (Ge)
Galleria d'Arte CANCELLI, Ott. 1972, Firenze
Galleria d'Arte LA TAVOLOZZA, Dic. 1972, Grosseto
Casa della Cultura, Retrospettiva, marzo 1980, Livorno
Galleria CANCELLI, Retrospettiva, marzo 1983, Firenze
Varie le mostre personali, a Barcellona nel 1944, Palazzo dei Priori Volterra (Pi) 1966, Galleria d'Arte ROMITI Livorno Collettiva annuale dal 1960 al 1975, Chianciano Terme e altre parti d'Italia.